# Potsford
Potsford is een verdwenen plaats in het Engelse graafschap Suffolk. Potsford komt in het Domesday Book van 1086 voor als 'Potesforda'. Het had een bevolking van 12 huishoudens, 8 acres aan weiland en akkerland ter grootte van een halve "ploeg". In 1389, ten tijde van Richard II van Engeland, werd ene John Wingfield geridderd. Hij was heer van de landgoederen Letheringham, Potsford en Laxfield. In het nabij gelegen 'Potsford Wood' werden de lichamen van geëxecuteerden ter afschrikking opgehangen, de laatste in 1699.